# Groupe d'amitié islamo-chrétienne
Le Groupe d’amitié islamo-chrétienne (GAIC), est une association française loi de 1901 reconnue d'intérêt général de dialogue interreligieux entre musulmans et chrétiens. 
Fondée en mai 1993, elle anime depuis 2001 les Semaines de rencontres islamo-chrétiennes (SERIC), une série d'événements dans toute la France au mois de novembre.

## Histoire
En 1973, dans le sillage du IIe concile œcuménique du Vatican et sa déclaration Nostra Ætate, la Conférence des évêques de France institue un secrétariat pour les relations avec l'islam (SRI), dirigé par Gérard Huyghues, évêque d'Arras. Le père blanc Michel Lelong prend sa suite en 1975.  Il participe à la création de l'association du Groupe des foyers islamo-chrétiens en 1977.
En 1989, Adel Amer, ex-directeur de Ligue arabe et le Père Michel Lelong fondent l'Association pour le dialogue islamo-chrétien (ADIC). Elle est dirigée par Fernand Rouillon, ancien ambassadeur de France en Syrie et en Turquie, Tedjini Haddam, recteur de la Grande mosquée de Paris, et le père Michel Lelong. En 1993, Aly Elsamman est élu président de l'ADIC, qu'il transforme en une association interreligieuse internationale.
En mai 1993, Michel Lelong fonde avec le philosophe algérien Mustapha Cherif le Groupe d’amitié islamo-chrétienne (GAIC). La réunion de lancement se tient à Malakoff, dans les Hauts-de-Seine. Gilbert Pérol, ambassadeur de la France à Tunis, et l'intellectuel Azzedine Guellouz sont nommés présidents d'honneur. Le 8 novembre 1993, une après-midi d'étude est organisé sur « La France peut-elle être un lieu privilégié de rencontre entre christianisme et islam ? » Se succèdent à la co-présidence des profils variés, notamment trois femmes dont une musulmane, un malgache, un turc, un pasteur protestant,.
En 1999, sont créées les Semaines de rencontres islamo-chrétiennes (SERIC). Un événements annuel partout en France avec des rencontres-débats, concerts, repas partagés, visites, spectacles,,. En 2004, les SERIC deviennent européennes, soutenues par l'Union européenne. En 2009, des rencontres sont organisées en Allemagne, Espagne, Finlande, Italie, Pays-Bas, Pologne et Suède. 
En 2005, a lieu un colloque à l'UNESCO sur « Culture du dialogue en France et Turquie, quels projets pour aujourd'hui ? » avec la Religions for Peace et Les amis de l'hebdomadaire La Vie. L'association fête ses 25 ans en 2018,,.
Depuis 2017, les co-présidents sont Hélène Millet et Haydar Demiryurek. Des groupes locaux sont présents à Chatenay-Malabry, Montpellier, Toulouse, Mulhouse, Strasbourg, Nevers, et Bordeaux.